# 鳥居清舛
鳥居 清舛（とりい きよます、生没年不詳）とは、江戸時代の浮世絵師。

## 来歴
師系・経歴不明。細版漆絵の役者絵「宝刀と鏡を持つ二世三条勘太郎」に「鳥居清舛筆」と落款しており、鳥居派の絵師だったとみられるが、作はこの1点が知られるのみである。作画期は享保頃とされる。この絵の版元は芝神明前横町の江見屋吉右衛門である。